# T3 Coupé
T3 Coupé je vyhlídkový tramvajový vůz provozovaný v Praze tamním Dopravním podnikem na jeho tratích. Designérkou vozu je česká návrhářka Anna Marešová, která se při tvorbě inspirovala podobou původních vozů od Františka Kardause. Veřejnost se tramvají mohla prvně svézt ve čtvrtek 25. října 2018, kdy se pořádaly prezentační jízdy v rámci festivalu Designblok. V roce 2019 tramvaj získala v kategorii Produktový design cenu Red Dot.

## Popis
Podle prvotních úvah měl mít vůz podobu kabrioletu, tedy že by jeho zadní část byla úplně bez střechy, nicméně nakonec se tvůrci s ohledem na bezpečnost cestujících a možnost provozu vozidla i během zimního období rozhodli prostor zakrýt střechou a místo kabrioletu je tak tramvaj v podobě kupé. Vůz T3 Coupé oficiálně vznikl modernizací pražské tramvaje typu T3R.P evidenčního čísla 8497. Čelo vozu bylo využito z vyřazené tramvaje typu T3M evidenčního čísla 8038. V interiéru i exteriéru vozu se objevují prvky inspirované různými sériemi vozů typu Tatra T3, ale i jeho předchůdkyněmi, a sice barový pult, jehož vzorem byla podoba prodejního místa jízdenek v tramvaji typu Tatra T1. Inspiraci pro úpravy vozu čerpala autorka také z autobusu Škoda 706 RTO LUX, který je vybaven oblými střešními okny a je reprezentantem designu EXPO 1958 v Bruselu. Oproti standardním tramvajovým vozům má model T3 Coupé pouze jedny dveře umístěné v přední části. Při vstupu do vozidla dostanou cestující speciální jízdenku, kterou si mohou uvnitř označit v děrovacím označovacím strojku. Tramvaj obdržela evidenční číslo 5573.

## Provoz
Tramvaj je deponována ve vozovně Střešovice a je v provozu zejména při objednaných komerčních jízdách, zřídka i při zvláštních jízdách.